# ドゥルシネア姫に心を寄せるドン・キホーテ
『ドゥルシネア姫に心を寄せるドン・キホーテ』（Don Quichotte à Dulcinée）は、モーリス・ラヴェルが1932年から1933年にかけて作曲した、3曲からなるオーケストラ伴奏の連作歌曲。詩はポール・モランによる。この後、ラヴェルは脳疾患のため作曲ができなくなり、これが最後の作品となった。
元はG.W.パプスト監督、フョードル・シャリアピン主演による1933年の映画『ドン・キホーテ』(Don Quixote)の劇中歌として依頼を受けて作曲した。しかし、この映画プロダクションは他にもファリャ、ミヨー、イベールといった作曲家たちにも同時に依頼しており、作曲家たちには知らせずにコンペのような形で使用曲を選んでいた。結局、採用されたのはイベールのものであり、これは映画の中でシャリアピンによって歌われているのを聞くことができる。この件は訴訟問題にまで発展したが、一方で3つの歌曲はコンサート用の作品として発表された。
初演は1934年12月1日、パリのシャトレ座で、マルシャル・ザンゲの独唱、ポール・パレー指揮のコンセール・コロンヌによって行われた。

## 編成
- バリトン独唱
- フルート2、オーボエ2、クラリネット2、ファゴット2、ホルン2、トランペット、カスタネット、ヴィブラフォン、ハープ、弦五部

なお、1934年頃にピアノ伴奏版も作られた。

## 構成
各曲の演奏時間は順に約2分、約3分、約2分で、計約7分である。
- 第1曲「空想的な歌」（Chanson romanesque ）
- 第2曲「英雄的な歌（叙事詩風の歌）」（Chanson épique）
- 第3曲「酒の歌」（Chanson à boire）